# إيريك أخاريوس
إيريك أخاريوس (Erik Acharius) كان عالم نبات وطبيبًا سويديًا، ولد في 10 أكتوبر 1757 بيافل (السويد) وتوفي في 14 أغسطس 1819 بفادستينة (السويد).